# Аватар: Легенда об Аанге
«Авата́р: Леге́нда об Аа́нге» (англ. Avatar: The Last Airbender; также известен как Avatar: The Legend of Aang) — американский мультсериал, созданный Майклом Данте Димартино и Брайаном Кониецко, которые наряду с Аароном Эхазом выступали также в качестве исполнительных продюсеров. Сериал насчитывает три сезона, выходивших в эфир с 21 февраля 2005 года по 19 июля 2008-го на телеканале Nickelodeon. Мультфильм сочетает в себе стили аниме и американской мультипликации, а также комбинирует элементы восточных культур.
Действие сериала происходит в вымышленном мире, навеянном создателям культурами азиатских народов, где некоторые люди способны управлять четырьмя природными стихиями (элементами) при помощи техник, известных как англ. bending — в русском переводе «магия» (вдохновлённых реальными восточными боевыми искусствами). Единственный человек, который может управлять всеми четырьмя элементами, Аватар, отвечает за поддержание гармонии между четырьмя народами мира и служит связующим звеном между физическим миром и миром духов. В центре сюжета — приключения 12-летнего «мага» (англ. bender) воздуха Аанга, нынешнего Аватара, и его друзей. Они должны победить Хозяина Огня, положив тем самым конец столетней войне.
«Аватар» имел успех у зрителей и получил положительные отклики критиков. Самая рейтинговая трансляция эпизода собрала перед экраном среднюю аудиторию в 5,6 миллионов телезрителей. «Аватар» был номинантом и победителем премий «Энни», Genesis Awards, «Эмми», «Пибоди» и других. 8 июля 2010 года вышла киноадаптация сериала — «Повелитель стихий» от режиссёра М. Найта Шьямалана. 14 апреля 2012 года состоялась премьера сиквела мультсериала — «Легенда о Корре». 22 февраля 2024 года вышла адаптация мультсериала от Netflix.

## Вселенная сериала
Действие сериала разворачивается в вымышленном мире, разделённом на физический мир, населённый людьми и фантастическими животными, обычно гибридами реальных животных, и мир духов. Человечество разделено на четыре нации (народа), соответствующие четырём стихиям (элементам): племена Воды, царство Земли, народ Огня и воздушные кочевники, хотя в составе каждого из них в сериале показано множество более мелких народов и племён. В каждой нации имеются люди, известные как англ. benders (в русском переводе — «маги») — воды, земли, огня или воздуха, обладающие способностью манипулировать стихией, соответствующей их нации, используя жесты, основанные на восточных боевых искусствах.
Аватар, человек, связанный с великим духом Раавой, — единственный, кто способен управлять всеми четырьмя стихиями. Он — связующее звено между миром людей и миром духов. Аватар — международный арбитр, чья обязанность — поддерживать гармонию между четырьмя нациями и выступать в качестве посредника между людьми и духам. После смерти Аватар вновь перерождается в человеческом теле, но уже в другой нации, в соответствии с циклом: племя Воды → царство Земли → народ Огня → воздушные кочевники. По традиции новый Аватар должен путешествовать по миру, чтобы овладеть всеми четырьмя стихиями, после чего он начнет исполнять свою роль глобального миротворца. Цикл перевоплощений может прерваться только при такой смерти Аватара, когда он находится в так называемом «состоянии Аватара» — мистическом мироощущении, в котором ему передаются знания прошлых воплощений, а также значительно увеличивается присущая ему сила. Это состояние может быть как самоактивируемым механизмом защиты, так и осознанно вызываемым самим Аватаром.

## Сюжет
| Книги | Книги | Название | Эпизоды | Оригинальная дата показа | Оригинальная дата показа |
| Книги | Книги | Название | Эпизоды | Премьера сезона          | Финал сезона             |
| ----- | ----- | -------- | ------- | ------------------------ | ------------------------ |
|       | 1     | Вода     | 20      | 21 февраля 2005          | 2 декабря 2005           |
|       | 2     | Земля    | 20      | 17 марта 2006            | 1 декабря 2006           |
|       | 3     | Огонь    | 21      | 21 сентября 2007         | 19 июля 2008             |

### Предыстория
Более чем за сто лет до начала основных событий сериала правитель народа Огня — Хозяин Огня Созин — решил развязать войну против остальных наций ради захвата их территорий. Зная, что Аватар Року помешает ему, Созин сначала дождался его смерти. Аватар переродился в воздушного кочевника по имени Аанг. Тот узнал о своём назначении ещё в детстве и, испугавшись новых обязанностей, покинул свой дом на гигантском летающем бизоне по имени Аппа. Пролетая над океаном, они попали в шторм и упали в воду. В этот момент Аанг, перейдя в состояние Аватара, заключил себя и Аппу в айсберг и перевёл в глубокий анабиоз. В попытке убить нового Аватара Созин поголовно уничтожил всё племя воздушных кочевников, не сумев добраться лишь до Аанга, всё ещё пребывавшего в это время в айсберге. После этого война продолжалась ещё в течение ста лет и не закончилась к моменту начала основных событий сериала, когда Хозяином Огня является внук Созина Озай.

### Книга 1: Вода
Катара и её брат Сокка находят Аанга с Аппой и освобождают их из айсберга. Аанг признаётся им, что он — Аватар, но пока владеет только родной стихией — воздухом. Ему необходимо обучиться магии ещё трёх стихий в определённом порядке: вода, земля и огонь. Втроём они решают отправиться в Северное племя Воды, где Аанг смог бы найти себе учителя магии следующей по циклу стихии. По пути они посещают Южный храм Воздуха, где Аватар узнаёт об истреблении своего народа и находит там последнего крылатого лемура Момо, которого берёт с собой. На протяжении всего путешествия Аанга и его друзей преследует принц Зуко — изгнанный сын Озая, стремящийся пленить Аватара и тем самым вернуть себе честь и уважение. Зуко путешествует вместе со своим дядей Айро — бывшим генералом армии народа Огня и старшим братом Озая.
В конце сезона адмирал армии народа Огня Джао нападает на Северное племя Воды, стремясь убить физическое воплощение духа Луны, чтобы лишить тем самым магов воды их силы. Аватару удаётся разрушить его планы. Тем временем Хозяин Огня объявляет своего сына и брата предателями и посылает свою дочь Азулу схватить их.

### Книга 2: Земля
Аватар и его друзья покидают Северное племя Воды, чтобы отыскать учителя магии земли. Им оказывается слепая девочка по имени Тоф Бейфонг. Тем временем Зуко и Айро пытаются начать новую жизнь на территории царства Земли. Найдя в пустыне Великую библиотеку, Аанг с друзьями узнают о предстоящем солнечном затмении, которое должно лишить магов огня их силы, сделав их беззащитными. Они решают добраться до города Ба-Синг-Се, столицы царства Земли, и рассказать об этом царю. Но Азула при помощи тайной полиции города устраивает переворот и захватывает Ба-Синг-Се, а также уговаривает Зуко вновь встать на сторону народа Огня. Позже она ударом молнии убивает Аанга, когда тот находится в состоянии Аватара, но Катара возвращает его к жизни с помощью магической воды, полученной у Северного племени Воды.

### Книга 3: Огонь
Аватар, его друзья и многие другие персонажи, с которыми они повстречались в предыдущих сезонах, воспользовавшись затмением, устраивают вторжение в страну Огня, чтобы победить Озая, но их планы рушатся, и им приходится отступать. Тем временем Зуко переосмысливает свои поступки, бросает вызов отцу и решает научить Аанга магии огня, вступив в команду Аватара, которая принимает его.
В финале сезона Озай создаёт план, чтобы закончить войну раз и навсегда: сжечь царство Земли, чтобы лишить народ Земли надежды на сопротивление и тем самым принудить к капитуляции. Хозяин Огня выбирает для этого момент, когда в небе пролетает комета Созина, чьё появление вызывает увеличение способностей магов огня. Вместе с эскадрильей военных дирижаблей он отправляется к царству Земли. Друзья Аанга уничтожают эскадрилью, а сам он вступает в схватку с Хозяином Огня, во время которой впадает в состояние Аватара и лишает Озая магии, при этом не убивая его. В последней сцене сериала команда Аватара празднует победу в чайной Айро, открытой им в Ба-Синг-Се. Мультфильм завершается поцелуем Аанга и Катары на фоне заходящего солнца.

## Персонажи

Персонажи сериала слева направо: Тоф, Аанг, Сокка и Катара

- Аанг (англ. Aang) — Аватар, последний представитель воздушных кочевников, а также единственный выживший маг воздуха. Его биологический возраст — 12 лет[11], но фактически ему 112, учитывая период, который он пробыл в айсберге[9]. За изобретение особого магического приёма в стихии воздуха Аанг получил статус мастера воздушной магии и татуировки в виде стрелок[6]. Он тяготится бременем Аватара и хочет быть обычным ребёнком. По убеждениям Аанг пацифист и не убивает людей, хоть применяет насилие, но только в порядке самообороны и когда у него нет возможности уклониться от удара. Также он вегетарианец[9]. В качестве домашних животных у Аанга есть гигантский летающий бизон Аппа и крылатый лемур Момо[12].
- Катара (англ. Katara) — 14-летняя девушка из Южного племени Воды, единственный маг воды из своего клана, сестра Сокки. Владеет даром целительства и магией крови (управлением жидкостью внутри тел живых организмов), которой может пользоваться только в полнолуние[13]. Катара способствует сохранению единства в команде Аватара и делает всё, чтобы предостеречь Аанга от неправильного выбора. Она носит ожерелье своей матери, считая его талисманом, придающим силу и мужество[14].
- Сокка (англ. Sokka) — 15-летний воин Южного племени Воды, брат Катары[15]. Он не владеет магией и думает, что главная проблема мира именно в подобном умении людей. Магии он предпочитает оружие, особенно свой бумеранг, подаренный ему отцом. Сокка — скептик и верит только тому, что можно увидеть или потрогать[16]. В третьем сезоне он обучился технике владения мечом.
- Тоф Бейфонг (англ. Toph Beifong) — 12-летняя девочка из богатой семьи, одна из сильнейших магов земли; слепа от рождения, но может «видеть», чувствуя вибрации в земле. Известна под прозвищем «Слепой бандит»[17]. Тоф груба и прямолинейна, но при этом честна и открыта. Она обучает Аанга магии земли[18]. Также Тоф изобретает магию металла[19].
- Озай (англ. Ozai) — Хозяин Огня, предводитель нации Огня, младший брат Айро, отец Зуко и Азулы. Главный антагонист сериала, продолжил дело своих отца и деда, ведя разрушительную войну против племени Воды и царства Земли. В конце был побеждён Аангом и навсегда лишён им магии огня. Очень горделивый и жестокий человек, даже по отношению к собственной семье.
- Зуко (англ. Zuko) — 16-летний маг огня, сын Хозяина Огня Озая, брат Азулы и племянник Айро. За недостойное поведение на военном совете был вызван на дуэль собственным отцом, где получил ожог вокруг левого глаза и был изгнан из страны с условием возвращения только после поимки или убийства Аватара[20]. В конце сериала Зуко встаёт на сторону Аанга и учит его магии[21], а также становится новым Хозяином Огня.
- Айро (англ. Iroh) — пожилой маг огня, старший брат Озая, дядя Зуко и Азулы. Потерял единственного сына при осаде города Ба-Синг-Се и теперь относится к Зуко как к сыну. Айро умён и обладает хорошим чувством юмора[22]. После изгнания Зуко решил не оставлять его и отправился на поиски Аватара вместе с ним. Айро владеет уникальными магическими техниками: огненным дыханием и перенаправлением молний[19].
- Азула (англ. Azula) — 15-летний[23] маг огня, дочь Озая, сестра Зуко и племянница Айро. Умна, высокомерна и лжива. Обладает способностью создавать голубое пламя и редкой магической техникой — испусканием молний[24].

## История создания

### Идея
Создатели «Аватара: Легенды об Аанге» Майкл Данте Димартино и Брайан Кониецко были знакомы ещё со времени обучения в Школе дизайна Род-Айленда. После окончания учёбы они вместе работали над такими прайм-тайм-проектами, как «Гриффины», «Царь горы» и другими. Затем их пути разошлись: Димартино начал работу над независимым анимационным короткометражным фильмом «Атомная любовь», а Кониецко устроился художником раскадровки и арт-директором в проект телеканала Nickelodeon под названием «Захватчик Зим». За время своей работы у Кониецко сложились хорошие отношения с вице-президентом телеканала Эриком Коулманом, который поспособствовал появлению сериала об Аватаре.
Замысел сериала возник в 2001 году, когда, по словам Кониецко, он взял созданный ранее рисунок лысого мужчины средних лет со стрелкой на голове и перерисовал этого человека ребёнком. К тому рисунку он добавил изображение летающего шестиногого бизона. Затем Кониецко показал эскиз Димартино, которому очень понравился этот набросок. Майкл в то время смотрел документальный фильм об исследователях, попавших в ловушку на Южном полюсе. Первую концепцию сюжета Кониецко описал так: «Воздушный парень среди водных людей застрял в заснеженной пустыне… и, может быть, какие-то огненные люди нападают на них…» В течение двух недель Майкл и Брайан нарисовали эскизы основных персонажей и представили свою идею руководству канала. По воспоминаниям Кониецко, некоторые рисунки они сделали за час до презентации.
В качестве источников вдохновения создателям послужили работы режиссёра и аниматора Хаяо Миядзаки, особенно его «Принцесса Мононокэ». Также своё влияние оказали аниме-сериалы Cowboy Bebop и FLCL. Авторы хотели сделать нечто эпическое сродни «Властелину колец» или «Гарри Поттеру», но с другим подходом, где бы воплотилась их любовь к азиатской философии, аниме и гонконгским боевикам.

### Разработка вселенной и анимация
Вселенная мультсериала была создана на основе азиатской мифологии, но не базировалась на какой-либо конкретной легенде. Брайан и Майкл прочли множество книг на тему буддизма, даосизма и китайской истории. В результате вымышленный мир вобрал в себя элементы кунг-фу, йоги и восточной философии. Например, слово «аватар» заимствовано создателями из индуизма, где оно означает «временное воплощение перерождающейся сущности». А избрание Аватара, который должен из множества игрушек выбрать всего четыре, принадлежащие его предыдущим воплощениям, перекликается с избранием Далай-ламы тибетскими монахами. Для того чтобы лучше передать атмосферу азиатской культуры, были приглашены несколько консультантов. Один из них специализировался на восточной культуре и просматривал все сценарии; другой (Сифу Кису из лос-анджелесской ассоциации ушу Harmonious Fist Chinese Athletic Association) являлся специалистом по кунг-фу и следил за тем, чтобы персонажи выполняли движения согласно тому боевому искусству, на котором основывается их магическая техника; третий (Сиу-Люн Ли из города Колумбус, штат Огайо) специализировался на китайской каллиграфии и участвовал в создании различных надписей для сериала (в мультфильме использовалась китайская письменность вместо английской).
Четыре вида магии основных стихий в сериале созданы по типу реальных боевых искусств: магия воды основана на тайцзицюань, магия земли — хунгар, магия огня — северо-шаолиньское кунг-фу, магия воздуха — багуачжан. Несмотря на это, для одного из персонажей создатели выделили личный стиль: магия земли Тоф Бейфонг основана на чу гар. Авторы хотели, чтобы магия в сериале не представляла собой «типичные взмахи волшебной палочкой», а была естественной и физической. «Самое главное, что это должно было быть мастерство, а не только сила», — говорил Кониецко. — «То, чему практикующий должен старательно обучаться». Так они пришли к идее магии как разновидности ушу, полагая, что это также придаст красоту анимации. А уже их консультант Сифу Кису предложил каждому типу магии присвоить свой стиль. К слову, с консультанта был «срисован» один из персонажей — мастер меча Пиандао. Также некоторые магические движения были навеяны трюками из азиатского кино.
Первоначально задумывалось, что Аанг пробудет в айсберге 1000, а не 100 лет; и мир, когда Аватар только оказался заморожен, должен был быть гораздо технологичнее, чем к моменту пробуждения; а Момо в первоначальном варианте сценария был роботом-обезьяной. Но впоследствии от этих идей отказались. Также изначально в сюжете фигурировали 12 бизонов, затем три, но в окончательный вариант попал только один — Аппа. При создании поз и движений Момо Кониецко опирался на детские воспоминания о своём коте Бадди. В 2005 году Майкл и Брайан побывали в Китае, где посетили множество достопримечательностей этой страны: Великую китайскую стену, Юнхэгун, Запретный город и другие. Реальные виды тех мест послужили начальной точкой для создания фонов в сериале. А в рамках работы над третьим сезоном Кониецко летал в Исландию, где делал фотографии природных пейзажей, которые помогли аниматорам в создании вулканического острова народа Огня.
Анимация «Аватара» заимствует элементы аниме. Таким образом, это первый американский анимационный проект Nickelodeon, созданный в стилистике японской мультипликации. Производством сериала занималась компания Nicktoons Studios, расположенная в городе Бербанке (штат Калифорния). Непосредственно анимация создавалась в двух южнокорейских студиях: JM Animation и DR Movie, которым была предоставлена небольшая творческая свобода. Изначально Nickelodeon заказал шесть эпизодов, но после премьеры увеличил количество до 13, а затем и до 20. В период трансляции первого сезона уже было окончательно решено, что за ним последуют ещё два, и весь сериал будет состоять примерно из 60 эпизодов.
Работа над проектом разделялась между создателями следующим образом: Кониецко являлся арт-директором и дизайнером персонажей, а Димартино был редактором сценариев. Также они оба выступали в роли исполнительных продюсеров. Бо́льшая часть производственной команды — это люди, с которыми Кониецко и Димартино работали или даже учились раньше: например, режиссёр Дейв Филони, сценарист Аарон Эхаз и композитор Джереми Цукерман.

### Актёры озвучивания
| Актёр            | Роль                                      |
| ---------------- | ----------------------------------------- |
| Зак Тайлер Эйсен | Аанг                                      |
| Мэй Уитман       | Катара                                    |
| Джек Дисена      | Сокка                                     |
| Джесси Флауэр    | Тоф Бейфонг Менг (эпизодический персонаж) |

| Актёр                     | Роль                 |
| ------------------------- | -------------------- |
| Данте Баско               | Зуко                 |
| Грей ДеЛайл               | Азула                |
| Ди Брэдли Бейкер          | животные Аппа и Момо |
| Мако Ивамацу Грег Болдуин | Айро                 |

Изначально личность Сокки была менее броской, но актёр Джек Дисена придал персонажу, по словам Димартино, «потрясающую весёлость», поэтому сценаристам впоследствии пришлось писать сцены таким образом, чтобы проявлялась живость героя. Все звуки и голоса животных, включая Аппу и Момо, имитировал Ди Брэдли Бейкер, который также озвучил нескольких эпизодических персонажей. При создании реплик для персонажа Джао — адмирала армии народа Огня — Димартино взял за основу образ злодея из фильма «Патриот», воплощённого Джейсоном Айзексом. Поэтому, когда пришло время искать актёра на эту роль, Димартино попросил кастинг-директора Мэриэнн Дейси найти человека с голосом, как у этого актёра. Несколько дней спустя она привлекла к озвучиванию самого Айзекса. Актёра, озвучившего Айро, — Мако Ивамацу — Димартино и Кониецко видели в нескольких фильмах и предложили ему роль без предварительного прослушивания. Мако озвучивал своего персонажа до своей смерти в июле 2006 года, после чего его заменил Грег Болдуин. В качестве приглашённых актёров выступили Марк Хэмилл, Клэнси Браун, Гектор Элизондо, Рафаэль Сбардж, Кевин Майкл Ричардсон, Мик Фоли, Серена Уильямс, Барри Деннен и другие.

### Музыка и шумовые эффекты
Музыка и звуковой дизайн для проекта создавались командой The Track Team, в которую входили Джереми Цукерман (музыка) и Бенджамин Винн (звуки). При создании различных музыкальных тем применялись такие инструменты, как валторны, дудук, флейта, тромбон, японские барабаны тайко, саранги, пипа и гучжэн. На некоторых из них члены The Track Team учились играть специально для работы над сериалом. Но не все звуки были записаны в студии: некоторые семплы были взяты из музыкальной цифровой библиотеки Giga. The Track Team были вовлечены в проект ещё на раннем этапе производства в 2002 году, в период создания карандашных набросков.
На композиторов возлагалась задача создать особенный музыкальный стиль, подходящий для вселенной «Аватара». Им приходилось использовать лишь естественное и акустическое инструментальное звучание без применения звуков электронных инструментов, так как в мире, изображённом в сериале, нет электричества. Внимание уделялось и цифровой обработке, которую старались сделать как можно более незаметной для слушателя. Димартино и Кониецко настаивали на более реалистичных звуках четырёх стихий. Бенджамину Винну сложно было найти нечто подобное, поэтому он объединял и оцифровывал уже имеющиеся, чтобы получить новые. В качестве шумовиков на проекте работала команда Oracle Post — Аран Танчум и Винсент Гуисетти.
В мультфильме персонаж Айро играет на вымышленном инструменте — роге цунги. Его звучание было создано сочетанием звуков тромбона и дудука.

### Трансляция
| Сезон                 | Премьера сезона         | Финал сезона        | Таймслот (EST) | Повторы (EST)                     | Количество эпизодов | Ист.   |
| --------------------- | ----------------------- | ------------------- | -------------- | --------------------------------- | ------------------- | ------ |
| «Книга первая: Вода»  | 21 февраля 2005, 19:00  | 2 декабря 2005      | Пятница, 20:00 | N/A                               | 20                  | [ 48 ] |
| «Книга вторая: Земля» | 17 марта 2006           | 1 декабря 2006      | Пятница, 20:00 | Суббота, 20:00 Воскресенье, 16:00 | 20                  | [ 49 ] |
| «Книга третья: Огонь» | 21 сентября 2007, 20:30 | 19 июля 2008, 20:00 | N/A            | N/A                               | 21                  | [ 51 ] |

### Маркетинг

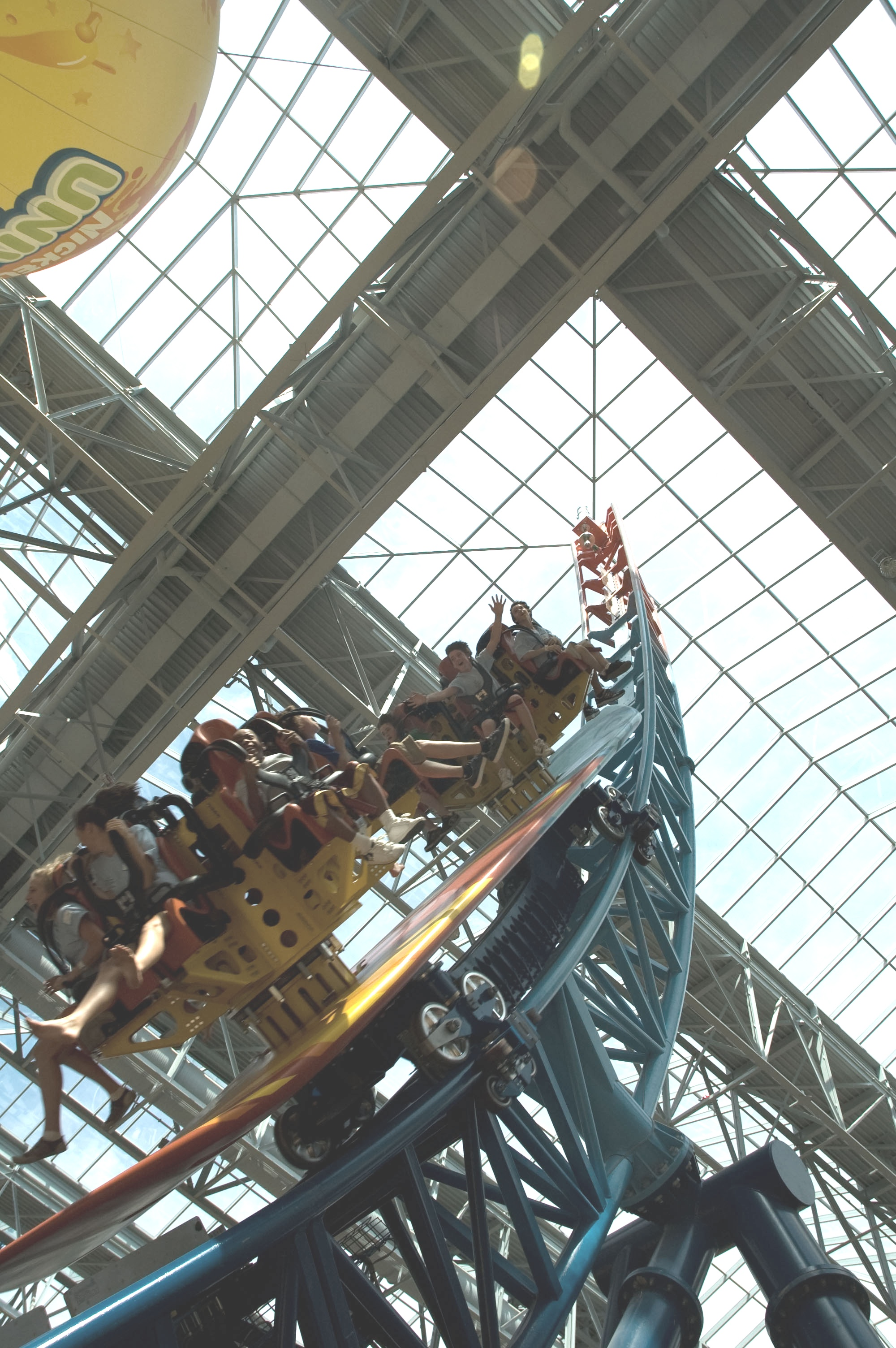
Аттракцион Avatar Airbender в ТЦ Mall of America, фото 2008 года

Сериал впервые был представлен публике в июле 2004-го на ежегодной выставке San Diego Comic-Con International. 22 июля 2006 года создатели мультфильма вновь посетили эту выставку. По плану мероприятия, которое вёл Эрик Коулман, Димартино, Кониецко, сценарист Аарон Эхаз и режиссёр Джанкарло Вольпе делились информацией по поводу создания шоу; а актёры Баско и Дисена отвечали на вопросы аудитории. 28 октября того же года Димартино, Кониецко и Сифу Кису посетили выставку Pacific Media Expo, где рассказали о своей работе над сериалом и раздали автографы.
В 2006 году вышел специальный выпуск журнала Nickelodeon Magazine из серии Nick Mag Presents под названием «Avatar: The Last Airbender», посвящённый исключительно сериалу. 18 сентября 2007 года в той же серии вышел журнал «All-Avatar Magazine». 30-страничное издание включало в себя комиксы о приключениях аватара между вторым и третьим сезонами, раздел, посвящённый искусству фанатов сериала, и многое другое. Над выпуском работали такие комикс-художники, как Эми Ким Гантер, Рейган Лоудж, Брайан Ральф и Жоан Матте.
Успех вышедшего сериала привёл к тому, что Nickelodeon начала проводить совместные маркетинговые акции со сторонними компаниями. Так, восемь игрушек, сделанных в виде героев мультфильма, вошли в фастфуд-набор Club BK Kids Meal сети ресторанов быстрого питания Burger King, который распространялся с 28 августа по 30 сентября 2006 года. В том же году в луна-парке Kings Island открылся аттракцион по типу «лодочка» — Avatar: The Last Airbender. Сейчас он переименован в Surf Dog. А 15 марта 2008-го в торговом центре Mall of America города Блумингтон, штат Миннесота, в крытом парке аттракционов Nickelodeon Universe открылись 70-футовые американские горки Avatar Airbender, которые спроектировал дизайнер Вернер Штенгель.
У руководства Nickelodeon были оптимистичные планы касательно маркетинговой стратегии в отношении сериала. В 2007 году президент Nickelodeon Кима Заргами заявила, что франшиза «может стать их Гарри Поттером». Nickelodeon ожидал тогда, что потребители потратят около 121 миллиона долларов на сопутствующие товары в 2007 году; и это число возрастёт до $254 миллионов к 2009-му.

## Восприятие и оценка

### Рейтинги
В первом полугодии 2005 года, за время трансляции первой половины «Книги Воды» «Аватар» являлся самым рейтинговым шоу американского телевидения среди аудитории мальчиков 6—11 лет. Также по результатам исследования компании Nielsen Media Research, мультфильм тогда собирал наибольшее количество зрителей 2—11 лет за день. А доля женской аудитории сериала была только на 5 % меньше мужской.
Рейтинги второго сезона составили в среднем 2,9 миллионов телезрителей — на 21 % больше, чем средняя аудитория первого сезона. Финал «Книги Земли» собрал у экранов около 4,4 миллионов человек, что сделало сериал в тот период самым рейтинговым шоу в среде основных кабельных каналов США. На момент трансляции этой книги «Аватар» уже был самым рейтинговым анимационным сериалом среди мальчиков 9—14 лет. Численность аудитории этой демографической категории выросла по сравнению с прошлым годом на 25 %. К сентябрю 2006 года сериал входил в десятку самых рейтинговых анимационных телепрограмм коммерческого телевидения среди детей 2—11 и 6—11 лет. По исследованиям Nielsen Media, только за март-июль он собрал в среднем 7,6 миллионов зрителей в возрасте больше двух лет, среди которых 4,2 миллиона детей в возрастной категории 2—11 лет и 3,1 миллион в категории 6—11. По данным Nickelodeon, «Аватар» был самым успешным шоу среди вечерних пятничных программ телеканала среди подростков 9—14 лет и детей 6—11 лет, а также мальчиков категории 9—14 и девочек возраста 9—14. Также, по данным опроса, проведённого Nielsen Media в сентябре 2006-го, сериал занимал пятое место среди 15 самых рейтинговых программ кабельного телевидения США.
К ноябрю 2007 года сериал входил в десятку лучших телепрограмм американского телевидения среди мальчиков 2—11 и 6—11 лет и был четвёртым в списке самых рейтинговых шоу среди мальчиков возраста 9—14. К этой же дате третий сезон собрал у экранов в сумме 11,4 миллионов зрителей старше двух лет, среди которых было 5,3 миллионов детей 2—11 лет, 3,6 миллионов детей 6—11 лет и 3,5 миллионов подростков возраста 9—14. Финальный двухчасовой показ сразу четырёх эпизодов, озаглавленный «Комета Созина», стал самой рейтинговой трансляцией на той неделе в среде основного кабельного телевидения США, собрав в среднем 5,6 миллионов телезрителей — на 195 % больше показателей того же календарного периода прошлого года. «Комета Созина» стала самым рейтинговым эпизодом всего сериала среди аудитории 6—11 лет и выше.
В 2007 году страница «Аватара» на сайте Nick.com собрала в общей сложности 12 миллионов посещений, попав таким образом в пятёрку самых посещаемых страниц сайта. В мини-игры по мотивам сериала, размещённые на этом ресурсе, было сыграно 70 миллионов раз, что на 15 % больше показателя предыдущего года. К 2007 году сериал был синдицирован более чем в 105 странах и занимал первое место по популярности среди телепередач Nickelodeon в Германии, Индонезии, Бельгии и Колумбии. Вместе с премьерой «Кометы Созина» на сайте Nick.com появилась мини-игра по мотивам сериала «Rise of the Phoenix King», которая набрала 815 000 посещений всего за три дня. На форуме того же сайта темы, касающиеся «Аватара», находились в топе в течение целой недели после выхода финального эпизода.

### Награды и номинации
| Год  | Премия                                          | Категория                                             | Лауреат или номинант                                                | Итог      |        |
| ---- | ----------------------------------------------- | ----------------------------------------------------- | ------------------------------------------------------------------- | --------- | ------ |
| 2005 | Pulcinella Awards                               | Лучший телесериал в жанре приключений или боевика     | Лучший телесериал в жанре приключений или боевика                   | Победа    | [ 67 ] |
| 2005 | Pulcinella Awards                               | Лучший телесериал                                     | Лучший телесериал                                                   | Победа    | [ 67 ] |
| 2005 | Энни                                            | Лучший анимационный телепроект                        | Лучший анимационный телепроект                                      | Номинация | [ 68 ] |
| 2005 | Энни                                            | Лучшая раскадровка в анимационном телепроекте         | Лорен Макмаллан за эпизод «Дезертир»                                | Победа    | [ 68 ] |
| 2005 | Энни                                            | Лучший сценарий в анимационном телепроекте            | Аарон Эхаз и Джон О’Брайан за эпизод «Гадалка»                      | Номинация | [ 68 ] |
| 2006 | Энни                                            | Лучшая анимация персонажа в телепроекте               | Ю Чжэ Мюнг за эпизод «Слепой бандит»                                | Победа    | [ 69 ] |
| 2006 | Энни                                            | Лучшая режиссура в анимационном телепроекте           | Джанкарло Вольпе за эпизод «Бур»                                    | Победа    | [ 69 ] |
| 2007 | Genesis Awards                                  | Выдающаяся программа для детей                        | Эпизод «Приключения Аппы»                                           | Победа    | [ 70 ] |
| 2007 | Прайм-тайм премия «Эмми»                        | Выдающаяся анимационная программа (менее одного часа) | Эпизод «Город стен и секретов»                                      | Номинация | [ 2 ]  |
| 2007 | Прайм-тайм премия «Эмми»                        | Выдающиеся личные достижения в анимации               | Сан-Джин Ким за эпизод «Озеро Лаогай»                               | Победа    | [ 71 ] |
| 2008 | Энни                                            | Лучший анимационный телепроект для детей              | Лучший анимационный телепроект для детей                            | Победа    | [ 72 ] |
| 2008 | Энни                                            | Лучшая режиссура в анимационном телепроекте           | Хоаким Дос Сантос за эпизод «Комета Созина, часть 3: Прямиком в Ад» | Победа    | [ 72 ] |
| 2008 | Kids’ Choice Awards                             | Любимый мультфильм                                    | Любимый мультфильм                                                  | Победа    | [ 73 ] |
| 2008 | Международный анимационный кинофестиваль в Анси | Лучший телесериал                                     | Эпизод «День чёрного солнца, часть 2: Затмение»                     | Номинация | [ 74 ] |
| 2008 | Премия Пибоди                                   | Премия Пибоди                                         | Премия Пибоди                                                       | Победа    | [ 75 ] |
| 2008 | Спутник                                         | Лучшее молодёжное DVD-издание                         | DVD-издание «Avatar: The Last Airbender — Book 3 Fire, Vol. 4»      | Номинация | [ 76 ] |
| 2009 | Golden Reel Awards                              | Лучший монтаж звука в анимационном телепроекте        | Эпизод «Комета Созина, часть 4: Аватар Аанг»                        | Номинация | [ 77 ] |

### Отзывы
Джолли Герман из некоммерческой организации Common Sense Media, исследуя полезность мультсериала для детской аудитории, заметил, что шоу не является «одномерной демонстрацией мультяшного насилия», а содержит в основе своего сюжета духовный аспект. Критик назвал сериал прекрасным выбором для школьников и дал ему оценку четыре звезды из пяти возможных. Тори Айленд Мелл с веб-портала IGN был впечатлён финалом «Аватара». Критик признался, что прослезился при просмотре некоторых сцен, а также ратовал за запуск «Кометы Созина» ограниченным прокатом в кинотеатрах. Рецензент отметил, что это лучший мультфильм, который он видел в своей жизни, и посчитал его достойным «Оскара» за «Лучший сценарий» и места в десятке лучших фильмов всех времён и народов. Хейден Чайлдс с сайта The A.V. Club высоко оценил кульминацию сериала, назвав её «разыгранной точно по нотам». Он заметил, что концовка «Аватара» не угодила в обычную для многосерийных проектов «ловушку», когда к своему завершению шоу теряют изначальную нить повествования, как это было с «Прослушкой» и «Кланом Сопрано». Критик обратил внимание и на моральный вопрос мультсериала: по его мнению, «Аватар» заслуживает похвалы за «окончательный и бесстрашный» отказ от приукрашивания роли насилия. Среди множества сериалов о боевых искусствах этот является единственным, как считает Чайлдс, который «мягко указывает» на то, что любое убийство, даже оправданное, имеет последствия.
Николай Удинцев и Надежда Фролова из журнала «Мир фантастики» хвалили сериал за детальную проработку вымышленной вселенной и личностей персонажей. Сюрпризом для критиков стала сложность морального выбора, стоявшего перед героями, тогда как сериал рассчитан на детскую аудиторию. Наблюдать за раскрытием характеров персонажей казалось журналистам более интересным, чем за сценами сражений. Им также понравился «простой и непошлый» юмор, который «добьёт скупого на эмоции зрителя». Сьюзен Стюарт из газеты The New York Times увидела положительную особенность сериала в том, что сложные вопросы примирения религии и насилия высказываются в нём достаточно просто для детей и в то же время достаточно тонко для их родителей. Обозреватель с сайта That Guy with the Glasses Даг Уолкер считает, что выход «Аватара» затмил почти все остальные шоу Nickelodeon. Его успех критик объяснял уникальностью сериала: в тот момент транслировались и другие мультфильмы восточной направленности («Американский дракон: Джейк Лонг» и «Жизнь и приключения Джунипер Ли»), но «Аватар» выделялся на их фоне азиатским стилем мультипликации. Рецензент также отметил довольно простой сюжет и «почти безупречную» анимацию, превосходящую в плане качества все остальные проекты телеканала.
Маркус Йоарс из журнала Plugged In назвал сериал «гремучей смесью духовных практик Востока» и раскритиковал его за «псевдо-духовность, которой бравируют, выставляют её напоказ и преподносят юным зрителям в самом заманчивом виде». Критику не понравилось, что при всей духовной тематике мультфильма герои регулярно проявляют неуважение к старшим, нарушают правила и применяют насилие. Йоарс считает, что такие изображённые в «Аватаре» вещи, как война, племенной геноцид и боевые искусства, не приемлемы для детской аудитории. Мэтт Лондон с сайта Tor.com, принадлежащего импринту Tor Books, назвал шоу безупречно выполненным сериалом и телевизионными «Звёздными войнами». Критик шутил, что если в потустороннем мире есть телевизор, то Гомер и Ло Гуаньчжун гарантированно смотрят там «Аватара». По мнению рецензента, мультфильм затмевает такие сериалы, как «Остаться в живых» и «Звёздный крейсер „Галактика“». Джейми С. Рич с сайта DVD Talk, принадлежащего компании Internet Brands, рецензируя один из DVD-выпусков мультфильма, вкратце отозвался и о самом сериале. Так, критик обращает внимание на «фантастическую анимацию», «умный» сценарий и «поистине удивительный» дизайн персонажей и окружающей среды.
По мнению Лауры Фрис из журнала Variety, чётко и красиво нарисованное шоу напоминает работу аниматоров Studio Ghibli. Критик назвала сериал свежим и интригующим, а также сочла его новой эрой в мультипликации Nickelodeon. Фрис отметила, что несмотря на ориентированность мультфильма на аудиторию 6—11 лет, «Аватар» — это сложная сюжетная арка, сочетающая в себе драму, юмор и экшен. Обозреватель с сайта MovieWeb назвал сериал «бесконечно смотрибельным» и сравнил его по эпичности с оригинальной трилогией «Звёздных войн». Критик был поражён наличием в детском шоу таких тем, как неблагополучие в семье, геноцид и любовь. А «тёмные и тяжёлые» темы, по мнению рецензента, сбалансированы юмором, изяществом и «милыми» персонажами.

## Связанные товары

### Графический альбом и комиксы
19 мая 2010 года издательство Dark Horse Comics выпустило 184-страничный графический альбом Avatar: The Last Airbender, The Art of Animated Series, включающий в себя сотни изображений и эскизов, иллюстрировавших хронологию создания сериала, а также комментарии авторов телешоу. 15 июня 2011 года то же издательство опубликовало 240-страничную книгу комиксов Avatar: The Last Airbender — The Lost Adventures, которая содержала общей сложностью 26 как ранее появившихся в Nickelodeon Magazine и на DVD, так и новых комиксов. К маю 2012 года было продано более 30 тысяч копий обоих изданий.
Издательством Dark Horse Comics также была выпущена комикс-трилогия о приключениях героев сериала после событий, представленных в шоу. Первый 80-страничный выпуск, озаглавленный Avatar: The Last Airbender — The Promise, Part One, вышел 25 января 2012 года; второй (80 стр.) — Avatar: The Last Airbender — The Promise, Part Two — 30 мая 2012; и третий (80 стр.) — Avatar: The Last Airbender — The Promise, Part Three — 26 сентября того же года. 20 февраля 2013 года вышел Avatar: The Last Airbender — The Promise — 240-страничное издание сразу трёх выпусков под одной обложкой плюс новое собрание эскизов. Dark Horse Comics опубликовала новую трилогию комиксов, озаглавленную Avatar: The Last Airbender — The Search. Первый выпуск вышел 20 марта 2013 года, второй — 10 июля, третий — 30 октября.

### Игрушки и аксессуары
Коллекционная карточная игра по мотивам сериала Avatar Trading Card Game оказалась доступна для продажи в Северной Америке в феврале 2006 года под брендом Upper Deck Entertainment компании Upper Deck Company. Компания LEGO выпустила два набора конструктора на основе сериала: Air Temple («Храм воздуха»), состоящий из 400 деталей; и Fire Nation Ship («Корабль народа огня») из 772 деталей. Также среди связанных с мультсериалом товаров существуют экшен-фигурки, нагрудные значки, наклейки, одежда и многое другое.

### Видеоигры
Компания THQ разработала и издала три видеоигры по мотивам мультсериала. Первая — Avatar: The Last Airbender для платформ Microsoft Windows, Wii, PSP и NDS — вышла 7 октября 2006 года. Более одного миллиона копий игры было продано в том году, что сделало её пятой в рейтинге самых продаваемых детских игр 2006 года. 16 октября 2007-го вышла игра Avatar: The Last Airbender – The Burning Earth для платформ Xbox 360, Wii и NDS; она являлась номинантом на премию «Энни» в категории «Лучшая анимационная видеоигра»; 31 октября 2007 года появилась игра Avatar: The Last Airbender – Into the Inferno для Wii и NDS.
В сентябре 2008 года была запущена массовая многопользовательская ролевая онлайн-игра Avatar: Legends of the Arena, являющаяся приквелом к событиям сериала. В 77 странах из 81, где распространяется игра, она стала доступна с 15 сентября, в остальных — в последующие месяцы. Также на сайте Nicktoons.nick.com размещены мини-игры по мотивам «Аватара».
Персонаж Аанг был задействован в двух играх-кроссоверах вселенной Nickelodeon: Nicktoons Nitro Racing — автосимулятор для аркадного автомата, разработанный компанией Raw Thrills; и Nicktoons MLB — игра в жанре спортивного симулятора, вышедшая 13 сентября 2008 года для платформ Xbox 360, Wii, NDS, разработанная High Voltage Software и изданная 2K Games. 6 марта 2012 игра вышла также в версии для Nintendo 3DS.

### DVD-издания и распространение
В настоящее время сериал доступен для покупки на DVD и в сервисах цифровой дистрибуции iTunes Store, PlayStation Store, BitTorrent, Xbox Live Marketplace и других, а также для онлайн-просмотра на сайте телеканала и в пространстве телесети Nickelodeon.
Ниже представлена таблица со всеми имеющимися на сегодняшний день DVD-изданиями сериала с датами выхода в США и других странах первого региона. В России были изданы два начальных выпуска первого сезона в 2012 году и ещё три выпуска в 2013-м.
| Выпуск              | Книга первая: Вода | Книга первая: Вода | Книга первая: Вода | Книга вторая: Земля | Книга вторая: Земля | Книга вторая: Земля | Книга третья: Огонь | Книга третья: Огонь | Книга третья: Огонь |
| Выпуск              | Выход              | Диски              | Эпизоды            | Выход               | Диски               | Эпизоды             | Выход               | Диски               | Эпизоды             |
| ------------------- | ------------------ | ------------------ | ------------------ | ------------------- | ------------------- | ------------------- | ------------------- | ------------------- | ------------------- |
| 1                   | 24 января 2006     | 1                  | 4                  | 23 января 2007      | 1                   | 5                   | 30 октября 2007     | 1                   | 5                   |
| 2                   | 28 марта 2006      | 1                  | 4                  | 10 апреля 2007      | 1                   | 5                   | 22 января 2008      | 1                   | 5                   |
| 3                   | 30 мая 2006        | 1                  | 4                  | 22 мая 2007         | 1                   | 5                   | 6 мая 2008          | 1                   | 5                   |
| 4                   | 18 июля 2006       | 1                  | 4                  | 14 августа 2007     | 1                   | 5                   | 29 июля 2008        | 1                   | 6                   |
| 5                   | 19 сентября 2006   | 1                  | 4                  | Отсутствует         | Отсутствует         | Отсутствует         | Отсутствует         | Отсутствует         | Отсутствует         |
| Бокс-сет            | 12 сентября 2006   | 6                  | 20                 | 11 сентября 2007    | 5                   | 20                  | 16 сентября 2008    | 5                   | 21                  |
| Collector’s Edition | 22 июня 2010       | 7                  | 20                 | N/A                 | N/A                 | N/A                 | N/A                 | N/A                 | N/A                 |

## Адаптации

### Фильм
1 июля 2010 года в широкий прокат вышел фильм режиссёра и сценариста М. Найта Шьямалана «Повелитель стихий», снятый по мотивам первого сезона сериала. Картина была негативно воспринята критиками и победила в пяти номинациях премии «Золотая малина», в том числе «Худший фильм» и «Худший сценарий». Изначально лента была снята в 2D-формате, но после успеха фильма «Аватар» режиссёра Джеймса Кэмерона было решено преобразовать её в трёхмерный формат.

### Сериал
В сентябре 2018 года стало известно, что компания Netflix планирует создание ремейка мультфильма в виде игрового сериала. В качестве анонса в твиттер-аккаунте Netflix был выложен концепт-арт для будущего шоу. Также было объявлено, что исполнительными продюсерами и шоураннерами выступят авторы оригинального мультфильма — Майкл Димартино и Брайан Кониецко. Учитывая претензии фанатов к «Повелителю стихий» за неудачно подобранный актёрский состав, где персонажей азиатских народностей играли актёры с европейской внешностью, Димартино и Кониецко сообщили в пресс-релизе о своём желании собрать «культурно приемлемый, необелённый» состав актёров. Производство шоу планируется в сотрудничестве с Nickelodeon. Композитором выступит Джереми Цукерман, написавший музыку к оригинальному шоу. Сценарист мультфильма Аарон Эхаз не смог присоединиться к проекту из-за работы над анимационным сериалом «Принц-дракон» для Netflix. Также исполнительным продюсером назначен Дэн Лин и его производственная компания Lin Pictures.
Съёмки проводились в Ванкувере с 16 ноября 2021 года по июнь 2022 года. Выход первого сезона состоялся 22 февраля 2024 года, а в марте того же года было объявлено, что сериал будет продлён ещё на два сезона.

## Сиквел
14 апреля 2012 года на телеэкраны вышел сиквел мультсериала — «Легенда о Корре». Он повествует о событиях, происходящих спустя 70 лет после финала «Легенды об Аанге». За это время вымышленный мир достиг крупного технологического прогресса, пройдя промышленную революцию. Главная героиня сериала — 17-летняя девушка из Южного племени Воды Корра — следующий за Аангом Аватар в цикле воплощений. Основное действие разворачивается в Республиканском городе — стимпанковом мегаполисе, где проживают люди всех наций.